# Элиот, Джон (миссионер)
Джон Элиот (John Eliot; ок. 1604 — 21 мая 1690) — пуританский миссионер и лексикограф, проповедовавший среди индейцев Северной Америки. За свою деятельность получил прозвание «индейского апостола».

## Образование в Англии и служба в Массачусетсе
Джон Элиот родился в деревне Уидфорд в Хартфордшире, Англия. Перед тем, как он поступил в Колледж Иисуса в Кембридже , он жил в приходе Нейзинг.
3 ноября 1631 года он прибыл в Бостон, Массачусетс, на корабле Lyon («Лев»). Элиот получил должность священника и «проповедующего пресвитера» (teaching elder) в Первой церкви в Роксбери (Roxbury). Там он также продолжил учиться под руководством Томаса Хукера (Thomas Hooker). В 1645 году Элиот открыл в этом же городе Роксберийскую латинскую школу. С 1649 по 1674 годы он работал вместе со священником и поэтом Сэмюэлем Денфорсом (Samuel Danforth) .

## Дальнейшая деятельность

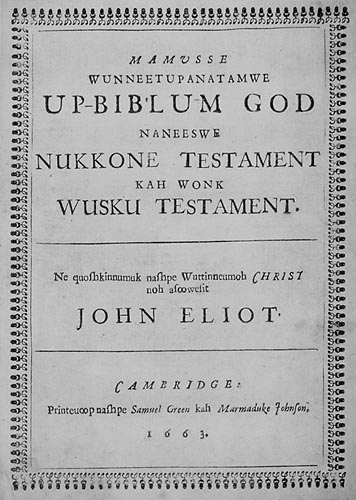
Титульный лист Библии Элиота, напечатанной в 1663 году.

Джон Элиот и его коллеги Томас Уэлд (также из Роксбери) и Ричард Мэзер из Дорчестера стали редакторами «Массачусетской книги псалмов» — первой книги, напечатанной на территории Северо-Американских колоний. Он критиковал деятельность Энн Хатчинсон и принял участие в отлучении от церкви и последующей её ссылке.
Способствовал обращению в христианство массачусетских индейцев. Для этой цели он перевел на их язык сначала Новый Завет, который был опубликован в 1661 году, а затем и всю Библию, которую опубликовал в 1663 году (это издание известно как «Библия Элиота»). В 1666 году под названием «Начала индейской грамматики» вышла его грамматика массачусетского языка. Благодаря труду Элиота массачусетский язык, вымерший в XIX веке, до настоящего времени сохраняет культовый статус среди индейцев региона и используется в богослужении, предпринимаются попытки его возрождения.
Будучи миссионером, Элиот также старался сохранить культуру индейцев. Он участвовал в создании специальных благоустроенных городов, в которых жили, и которыми управляли обращенные индейцы. Известно около 14 так называемых молящихся городов (англ. Praying town). Наиболее исследован и известен Натик в Массачусетсе. Большинство городов было уничтожено британскими колонистами во время войны Короля Филипа (1675). Попытки восстановить города не увенчались успехом. Молящимися городами были: Литлтон (Нашоба; Littleton), Лоуэлл (Уамесит; входил в состав Челмсфорда, Chelmsford), Графтон (Хассанамессит; Grafton), Мальборо (Окоммакамесит; Marlborough), часть Хопкинтона (Макункокоаг; Hopkinton, известная сейчас как Эшленд, Кентон (Пункапоаг; Canton), Мендон-Аксбридж (Уасентаг) и Нейтик.
Элиот был автором книги «Христианское государство, или Гражданская политика восходящего царства Иисуса Христа» (The Christian Commonwealth: or, The Civil Policy Of The Rising Kingdom of Jesus Christ). Считается, что это первая политическая книга, написанная американцем, а также — первая книга, запрещённая американским правительством. Была написана в конце 1640-х годов и опубликована в Англии в 1659 году. В ней была предложена новая форма гражданского правления, основанная на системе, которую Элиот использовал среди обращенных индейцев. Эта система, в свою очередь, брала начало в восемнадцатой главе Исхода, в которой Иофор даёт совет Моисею о том, как управлять народом израильским. Элиот утверждал: «Христос есть единственный законный наследник английского престола», — и призывал к созданию выборной теократии в Англии и во всём мире. После того, как в 1661 году на английский престол взошёл Карл II, массачусетское законодательное собрание запретило книгу и приказало уничтожить все экземпляры. Элиот был принуждён выпустить публичное отречение и апологию.

## Семья
Джон Элиот был женат на Ханне Мамфорд. У них родилось 6 детей (5 девочек и 1 мальчик), но выжил только мальчик. Их сын, Джон Элиот-младший был первым пастором в Первой Церкви Ньютона (Newton) . Его сын Джозеф Элиот стал пастором в Гилфорде, Коннектикут (Guilford). Сын Джозефа, Джаред Элиот (Jared Eliot), тоже был пастором, а также автором известных работ по сельскому хозяйству.

## Школа Элиота
В 1689 году Джон Элиот пожертвовал 75 акров земли в бостонском пригороде Джамайка-плейн (Jamaica Plane) в пользу Школы Элиота, основанной в 1676 году. Взамен школа должна была начать принимать негров и индейцев, что было редкостью по тем временам . В настоящее время неподалёку от того места действует Элиотская школа изящных и декоративных искусств.

## Смерть
Элиот умер в 1690 году в возрасте 85 лет. Его последними словами была фраза «здравствуй, радость» («welcome joy!»).
Памятник Джону Элиоту находится на территории Бэконской публичной библиотеки в Нейтике. День памяти по литургическому календарю Епископальной церкви США празднуется 21 мая.

## Труды
- Христианское государство, или Гражданская политика восходящего царства Иисуса Христа (англ.)
- Краткий рассказ об успехах распространения Евангелия среди индейцев в Новой Англии, написанный в год 1670 (англ.)
- The Harmony of the Gospels in the holy History of the Humiliation and Sufferings of Jesus Christ, from his Incarnation to his Death and Burial (англ.)